# Ефлоресценције
Ефлоресценције (лат. efflorescentio) су патолошке промене на кожи и видљивим слузницама које су видљиве голим оком. Грана дерматологије која се бави изучавањем ових промена се зове дерматолошка семиотика. Ефлоресценције се деле на примарне и секундарне, тј. у односу на раван околне коже оне се деле на:
- ефлоресценције у равни коже,
- ефлоресценције изнад равни коже и
- ефлоресценције испод равни коже.

## У равни коже
Једина ефлоресценција у равни коже (која не мора да буде у потпуности глатка) је мрља или пега (лат. macula). Према механизму настанка мрље се деле на васкуларне, пурпуричне и дисхромичне.
Васкуларне мрље настају услед ширења артеријских или венских крвних судова без изласка крви у околно ткиво, при чему се јављају различита пребојавања коже која се губе при витропресији (притискање коже пластичном или стакленом плочицом). Једна од најчешћих васкуларних мрља је еритем (лат. erythema) која се одликује јарко црвеном бојом коже која је обично топлија у односу на околну непромењену кожу. Оваква промена на слузници се зове енантем (лат. enanthema). Цијаноза (лат. cyanosis) настаје услед поремећаја венских крвних судова и карактерише се плаво-љубичастом боје коже која је најчешће нешто хладнија у односу на околну кожу. Цијаноза која се јавља на периферији организма (врхови прстију и сл.) се зове акроцијаноза. У васкуларне мрље спадају и они поремећаји који су настали ширењем малих крвних судова и они се називају ангиоматозни поремећаји (нпр. хемангиом). Поремећаји који су настали комбинованим ширењем артеријских и венских крвних судова имају мрежасту структуру и зову се cutis marmorata или livedo reticularis. Упалне васкуларне мрље (у виду егзантема или осипа) настају као последица брзог ширења неке штетне материје путем крвних или лимфних судова.
Пурпуричне мрље настају услед изласка крви из крвних судова и пребојавања околног ткива, тако да се јавља пребојеност коже која се не губи при витропресији. Најчешће се јавља модра боја, а ове промене се деле према величини и изгледу. Најситније мрље тачкастог изледа су петехије. Нешто крупније промене (до величине кованог новца) су екхимозе. Пурпурне мрље тракастог или линеарног облика су вибицес, а велике промене се називају суфузије и сугилације.
Дисхромичне мрље потичу од пигментних поремећаја везаних најчешће за пигмент меланин, али такође и за хемоглобин, разне метаболите, пигменте унесене споља у кожу (нпр. код тетоважа) итд. Пигментни поремећаји се деле на хиперпигментације и хипопигментације.
Једна од чешћих хиперпигментованих мрља су сунчане пеге (лат. ephelides) које представљају ситне промене светло браон боје, које се јављају на лицу, врату, раменима и мишицама. Број им се повећава током летњих месеци услед појачаног ултраљубичастог зрачења. Хлоазма је крупнија и тамнија промена (браон или црне боје) која је локализована на челу, образима или бради, а често се среће код жена током трудноће. Maculae ceruleae су сиво-плавичасте мрље у регији трбуха које настају деловањем ензима из пљувачке стидних ваши на хемоглобин човека. Меланодермија представља патолошке накупине меланина које се срећу код нпр. Адисонове болести.
Хипопигментозе су мрље на кожи различитих димензија, које настају због смањене количине или потпуног недостатка кожног пигмента меланина. Леукодерма настаје због смањене количине пигмента и честа је код псоријазе. Леукомеланодерма се јавља код хроничне венске инсуфицијенције и представља комбинацију хипер- и хипопигментозе. Потпуни недостатак меланина може бити урођени (када се назива албинизам) или стечени (који се означава као витилиго).

## Изнад равни коже
Кератоза (лат. keratosis) настаје због задебљања површинског слоја коже, који постаје тврд и не љушти се (по томе се разликује од паракератозе). Промене могу бити ограничене на мање или веће површине, а такође се могу јавити на слузокожи која добија белу пребојеност. Честе кератозне промене су жуљ и курје око.
Чворић (лат. papula) је ефлоресценција која настаје у процесу ћелијске инфилтрације, ћелијске пролиферације или њиховом комбинацијом. Она споро настаје и споро нестаје процесом ресорпције. Могу имати равну или неравну површину или висити на петељци (када су познати као папиломи). Чворићи се деле на епидермалне, кутане и мешовите. Њиховим спајањем настају тзв. упалне плоче или плак округлог, овалног или неправилног облика. Ове ефлоресценције понекад трпе и секундарне промене (услед чешања, притискања) када се јављају лихенификације (промене у виду лишајева).
Тубер је ефлоресценција слична чворићу, али је нешто већих димензија и јавља се код полних болести. Величине је крупнијег зрна пасуља и, за разлику од чворића, склона је некрози и зараста са појавом ожиљка.
Фима (лат. phyma) је промена слична чворићу која може да нарасте до величине ораха и често се јавља на носу (ринофима) код обољења познатог као розацеа.
Тумори (бенигне и малигне неоплазије) се такође убрајају у ефлоресценције изнад равни коже и сврставају се у папулозне промене.
Ексудативни еритем (лат. erythema exudativum) је упална промена која представља прелазну форму између чворића и шклопца. Она брзо настаје услед отока, а споро нестаје због ћелијске инфилтрације. Има величину металног новца и карактерише се издигнутим ивицама црвене боје и средишњем делом који је светлији и на коме се налазе мехурићи или неке друге ефлоресценције. Због тога се могу јавити концентрични кругови, па се ове промене означавају као „таргет лезије“.
Шклопац или уртика (лат. urtica) је едематозни, серозни чворић који настаје услед ширења крвних судова у папиларном слоју дермиса. На кожи је присутан неколико сати (највише 24 сата) и јавља се код обољења под именом уртикарија. Карактерише га брз настанак и брз нестанак. На кожи се јавља благ оток и пребојеност црвенкасте или беле боје, као и свраб. Посебан облик ове ефлоресценције је Квинкеов оток (лат. oedema Quincke) који је локализован дубље у кожи, па пребојеност коже и свраб изостају. Обично је присутан само оток који је посебно изражајан у регијама са растреситим везивним ткивом (очни капци, ушне шкољке и сл).
Мехурић (лат. vesicula) је промена локализована у епидермису. Може бити испуњена бистрим или крвавим садржајем. Увек зараста без појаве ожиљка.
Гнојни мехурић (лат. pustula) има исту локализацију, али је испуњен гнојем. Може да се јави као примарна ефлоресценција или да настане од обичног мехурића загнојавањем његовог садржаја (пустулизација). Као и претходна промена, зараста без појаве ожиљка.
Мехур (лат. bulla) се разликује од претходне две ефлоресценције једино по величини, јер може да нарасте до величине кокошијег јајета. Смештен је у епидермису или испод њега и може бити испуњен бистрим, крвавим или гнојним садржајем. Понекад зараста уз појаву жиљка.
Циста (лат. cystis) је шупљина у кожи која може бити испуњена крвљу, серумом, гнојем, лимфом и сл.
Љуска (лат. squama) је промена која настаје код хроничних обољења коже. Хистолошки се одликује паракератозом површинског слоја коже који почиње да се љушти. То љуштење може бити прашинасто, мекињасто, ламелозно и листасто. Често се срећу код оболелих од псоријазе.
Краста (лат. crusta) је увек секундарна ефлоресценција, која настаје сушењем неке телесне течности која је изашла на површину коже. Најчешће је у питању сасушена крв (сангвинолентна краста) тамноцрвене боје.
Есхара (лат. eschara) представља некрозу коже (тзв. суву гангрену) која настаје услед њене хипоксије (смањеног прилива кисеоника у ткива). Може се срести код тешких опекотина, промрзлина итд. Ова ефлоресценција увек зараста уз појаву ожиљка.

## Испод равни коже
Рагада (лат. rhagas) је пукотина коже линеарног изгледа, која се најчешће јавља на длановима и табанима. Уколико је смештена дубоко у кожи може бити веома болна. Зараста без појаве ожиљка.
Фисура (лат. fissura) је промена идентична рагади, али је локализована на слузокожи. Позната форма ове ефлоресценције је анална фисура.
Огреботина (лат. excoriatio) је секундарна промена која се јавља код обољења коже праћених сврабом (пруригинозне дерматозе). Клинички оне могу бити линеарне или тачкасте. Понекад су веома површне и у том случају су присутне само љускице површинског слоја коже, а уколико задиру нешто дубље може се наћи и по која кап крви. С обзиром на локализацију, током зарастања се не јавља ожиљачно ткиво.
Ерозија (лат. erosio) настаје пуцањем мехура или мехурића, услед чега се губи један део епидермиса коже. То су влажне, сјајне ефлоресценције сомотастог изгледа које зарастају без појаве ожиљка.
Улкус (лат. ulcus, ulceratio) је дубоки дефект коже, који се веома често шири и на дубље смештена ткива (понекад се пружа све до тетива или чак до костију). Настаје као резултат неког патолошког процеса и стога га треба разликовати од хируршке ране (лат. vulnus). С обзиром на локализацију, ова врста ефлоресценција увек зараста са појавом ожиљка.
Фистула је промена цевастог изгледа која се пружа са површине коже у дубље смештена мека ткива, а из које се цеди гној или неки други садржај.
Апсцес (лат. abscessus) представља накупину гноја која је локализована у хиподерму или дерму. Разликују се акутни („топли“) и хронични („хладни“) апсцеси.
Чвор (лат. nodus) настаје инфилтрацијом упалних ћелија и смештен је у дерму или хиподерму. Има лоптаст облик и понекад толико нарасте да издиже кожу изнад себе. Може да нестане без било каквог трага или да се распадне и да иза њега остане ожиљак.
Гума (лат. gumma) је ефлоресценција која се данас ретко среће, нпр. код терцијарног стадијума луеса. Она настаје размекшавањем, тј. некротизацијом централног дела тубера или чвора. Има округао или бубрежаст облик.
Атрофија (лат. atrophia) је трајна, регресивна промена која настаје услед губитка помоћних органа коже (знојних и лојних жлезда, фоликула длака и сл). Као последица тога, кожа постаје изузетно танка, лако се набира и лако повређује.
Ожиљак (лат. cicatrix) је секундарна промена која настаје на месту дубоких повреда коже, а веома ретко може да се јави без претходне улцерације. Ожиљци се деле на атрофичне и хипертрофичне који су ретки. Такође представља непромењиву промену на кожи.
Склероза (лат. sclerosis) је ефлоресценција која настаје спајањем колагених снопића и губитком еластичних влакана коже. Она постаје крута (без могућности набирања), бледа, воштано сјајна итд.